# Luciano Cabral
Luciano Javier Cabral (General Alvear, 26 aprile 1995) è un calciatore argentino naturalizzato cileno, attaccante dell'Independiente.

## Biografia
Nato in Argentina, possiede la cittadinanza cilena tramite suo nonno che è nato in Cile.
Nel giugno del 2018 viene condannato a 9 anni e mezzo di carcere per un omicidio commesso nel gennaio del 2017. Nel settembre del 2022 viene rilasciato in libertà condizionata.

## Carriera

### Club
Cresciuto nelle giovanili della CAI, debutta in prima squadra il 24 maggio 2011 nel match pareggiato 1-1 contro l'Instituto (C).
Nel 2012 viene ceduto all'Argentinos Juniors.

### Nazionale
Dopo avere scelto di rappresentare il Cile, ha esordito con la selezione cilena nel successo per 4-2 contro il Venezuela del 19 novembre 2024.